# Vụ Nhã Thuyên
Vụ Nhã Thuyên là những sự việc liên quan đến luận văn thạc sĩ văn chương của bà Đỗ Thị Thoan - học viên trường Đại học Sư phạm Hà Nội. Cụ thể, năm 2010, hội đồng bảo vệ luận văn thạc sĩ đã chấm luận văn thạc sĩ văn chương của bà Đỗ Thị Thoan loại xuất sắc, sau đó đến năm 2014 luận văn này được đưa ra chấm lại, sau đó bị hủy luận văn; dẫn đến việc bà Đỗ Thị Thoan lúc đó đã là giảng viên Đại học Sư phạm Hà Nội, bị tước bằng thạc sĩ, giáo sư hướng dẫn là TS. Nguyễn Thị Bình, nguyên Chủ nhiệm Bộ môn Văn học Việt Nam hiện đại, bị 'cho về hưu non' (bị Trường ĐH Sư phạm Hà Nội cho nghỉ hưu sớm 5 năm mà không có lý do xác đáng). Trước đó bà Thoan đã bị cắt hợp đồng, bà Bình bị cách chức. 
Nhà phê bình văn học Phạm Xuân Nguyên, Chủ tịch Hội Nhà văn Hà Nội cho rằng đây là một quyết định hành chính 'chính trị hóa' và 'phi khoa học'. PGS.TS. Phan Trọng Thưởng lại cho đó là "luận văn nguy hiểm", " gây tác hại không chỉ đến văn học, nghệ thuật mà còn gieo rắc những tư tưởng nổi loạn, chống đối, gây mất bình ổn trong đời sống chính trị, tư tưởng, tác động tiêu cực tới thế hệ trẻ, đặc biệt là học sinh, sinh viên trong nhà trường."

## Bối cảnh

### Đỗ Thị Thoan
Đỗ Thị Thoan (sinh năm 1986, có bút danh là Nhã Thuyên) là sinh viên Khoa Ngữ văn, trường Đại học Sư phạm Hà Nội. Sau khi tốt nghiệp, bà tiếp tục theo học khóa cao học tại trường này (năm học 2009–2010). Vào năm 2010, bà đã viết một luận văn thạc sĩ bàn về nhóm thơ Mở Miệng, với đề tài "Vị trí của kẻ bên lề: Thực hành thơ của nhóm Mở Miệng từ góc nhìn văn hóa". Bà Thoan đã được bộ môn Lý luận văn học của khoa Ngữ văn chấp nhận cho làm luận văn này, sau đó đã được chấm điểm 10, tức là điểm tuyệt đối. Cũng nhờ vậy, bà được ký hợp đồng ngắn hạn làm giảng viên giảng dạy môn Văn học Việt Nam hiện đại tại khoa Ngữ Văn từ tháng 9 năm 2012. Theo sự phân công của lãnh đạo khoa và tổ trưởng tổ bộ môn Văn học Việt Nam hiện đại, Nhã Thuyên dạy chuyên đề Văn học người Việt ở hải ngoại cho sinh viên năm thứ 3.

### Nhóm Mở Miệng
Theo Lý Đợi, nhóm được hình thành từ ý tưởng của Bùi Chát, cái tên Mở Miệng lấy từ Thánh kinh: "Khởi thủy là lời". Nhóm thơ xuất hiện chính thức từ năm 2001, gồm có Lý Đợi, Khúc Duy, Nguyễn Quán và Bùi Chát. Lý do chính của việc thành lập Mở Miệng là phản ứng lại vấn đề kiểm duyệt và cấp phép xuất bản. Sau đó, cả nhóm muốn bình thường hoá việc tự do ngôn luận, tự do sáng tác và xuất bản. Theo Bùi Chát, cả bốn người còn rất trẻ (ngoài 20), mới tốt nghiệp đại học, đầy nhiệt huyết và dự định trong việc cống hiến cho xã hội, cho nghệ thuật... khao khát Mở Miệng càng thấy rõ sự phi lý, trì trệ, sự cam chịu đến khó hiểu trong sinh hoạt văn hoá ở Việt Nam. Không thể nào khác được, những người trẻ này đã phải quyết tâm để Mở Miệng.
Nhà phê bình văn học Nguyễn Hưng Quốc viết: "Nhóm Mở Miệng...có bốn đặc điểm nổi bật: Một, họ hoạt động trong khá nhiều lãnh vực, từ làm thơ… chui đến lập nhà xuất bản… chui (Giấy Vụn); và tuy chui, nhưng, về chất lượng, rất chọn lọc; về hình thức, rất đẹp; và về uy tín, rất lớn, không những được giới cầm bút Việt Nam yêu thích mà còn thu hút sự chú ý của nhiều tổ chức quốc tế. Hai, họ không những sáng tác mà còn thích phát ngôn về quan điểm sáng tác với những cách nói rất ấn tượng, đặc biệt trong giai đoạn đầu. Ba, họ đều là những người có tài, không những có tài về văn học mà còn có tài khuấy động dư luận, khiến họ trở thành hình ảnh tiêu biểu nhất của giới cầm bút trẻ ngoài luồng tại Việt Nam hiện nay. Và bốn, họ táo bạo và can đảm, dám nói thẳng nhiều điều vốn bị xem là cấm kỵ trong xã hội Việt Nam, kể cả những cấm kỵ về phương diện chính trị." Thơ của nhóm Mở Miệng có hai đặc điểm chính: Một, phá cách về ngôn ngữ (đặc biệt dùng khá nhiều từ tục tĩu vốn bị cấm kỵ ở Việt Nam) và hình thức (đặc biệt họ sử dụng khá nhiều hình thức giễu nhại), và hai, táo bạo về nội dung (họ không ngần ngại chế giễu cả Hồ Chí Minh cũng như đảng Cộng sản).

## Diễn biến chính

### Phê phán luận văn thạc sĩ
Nhã Thuyên cho biết: "Khoảng tháng 4/2013 trong khoa bắt đầu có thông tin cơ quan an ninh đến kiểm tra việc giảng dạy của bà." và "đến cuối tháng 5/2013 thì khoa cho biết phải chịu một sức ép từ cơ quan an ninh nên họ không thể ký tiếp hợp đồng để bà có thể tiếp tục giảng dạy tại khoa nữa". Sau đó, có một làn sóng phê phán gay gắt luận văn này, với nhiều bài viết chỉ trích cả người làm, người hướng dẫn, lẫn người chấm và cơ quan chủ quản trong việc này. Trong hội nghị lý luận phê bình lần thứ ba của Hội nhà văn Việt Nam tại Tam Đảo (4, 5/6/2013), nhà phê bình Chu Giang (tức nhà văn Nguyễn Văn Lưu) đăng đàn để cảnh báo hiện tượng kích động phản loạn của luận văn thạc sĩ "Vị trí của kẻ bên lề: Thực hành thơ của nhóm Mở Miệng từ góc nhìn văn hóa" của tác giả Đỗ Thị Thoan (Nhã Thuyên). Quan điểm này được GS Phong Lê hưởng ứng bằng cách "hai lần lên diễn đàn đề nghị các cơ quan chức năng phải làm việc nghiêm khắc và xử lý thích đáng đối với tác giả bản luận văn cũng như hội đồng chấm luận văn". Mô tả về chiến dịch "đánh" Nhã Thuyên, GS Trần Đình Sử, nguyên Chủ nhiệm Khoa Ngữ văn, Trường Đại học Sư phạm Hà Nội viết: "Cuộc phê phán luận văn thạc sĩ năm 2010 của giảng viên đại học Đỗ Thị Thoan hiện đang rầm rộ khắp cả nước, trên các báo lớn, báo nhỏ với đủ các từ quy kết nặng nề như "phản văn hóa", "phản động", "mượn danh khoa học để làm chính trị", "ngụy khoa học", "sự lệch chuẩn", "sự nổi dậy của rác thối", "tham vọng soán ngôi của rác thối"… Một đám cháy đang bùng lên dữ dội trên văn đàn.

### Thu hồi bằng thạc sĩ
Bốn năm sau khi được chấm điểm 10, luận văn của giảng viên Đỗ Thị Thoan bỗng bị một hội đồng khác đưa ra thẩm định lại. Kết quả là,  bằng thạc sĩ của Đỗ Thị Thoan bị thu hồi theo các quyết định ngày 11/03/2014 và 14/03/2014, mà tác giả luận văn và người hướng dẫn không được cho cơ hội để phản biện. Lý do dẫn đến các quyết định này cũng không được công bố, và nhất là không có bằng cớ nào chứng tỏ luận văn đã có sai phạm đáng kể về học thuật.
Một công văn của Ban Tuyên giáo Trung ương Đảng Cộng sản Việt Nam đã bị tung ra trong cộng đồng mạng trên đó yêu cầu báo chí không được loan tải những tin tức mà Ban Tuyên giáo thấy cần phải định hướng. Công văn có nội dung như sau: "Về luận văn thạc sĩ của Nhã Thuyên (tức Đỗ Thị Thoan) "Vị trí của kẻ bên lề: Thực hành thơ của nhóm Mở miệng từ góc nhìn văn hóa" do PGS.TS Nguyễn Thị Bình hướng dẫn, tuần qua, căn cứ Luật Giáo dục 2005 và Điều lệ trường đại học năm 2010, Hiệu trưởng Trường Đại học Sư phạm Hà Nội đã ra quyết định thành lập Hội đồng khoa học để thẩm định lại chất lượng luận văn này. Hội đồng ra quyết định thu hồi luận văn và không công nhận học hàm thạc sĩ của bà Đỗ Thị Thoan. Đề nghị báo chí không đang tải ý kiến, đơn thư trái chiều."

### Văn thư kiến nghị trong và ngoài nước
Ngày 28 tháng 4 năm 2014, các văn bản của giới học thuật trong và ngoài nước (văn thư của 166 người hoạt động trong lĩnh vực giáo dục và nghiên cứu khoa học ở Việt Nam và văn thư của 100 người là "những người quan tâm về giáo dục Việt Nam", chủ yếu là các học giả quốc tế gốc Việt trên khắp thế giới phản đối việc thẩm định luận văn và thu hồi bằng Thạc sĩ Khoa học Ngữ văn của Đỗ Thị Thoan), được chính thức trao bởi Nhà giáo Phạm Toàn, TS. Đặng Thị Hảo, TS. Nguyễn Xuân Diện, HS Mai Xuân Dũng và Luật gia Nguyễn Kim Môn cho người đại diện của Hiệu trưởng trường Đại học Sư phạm Hà Nội. Hai văn bản đó đề nghị Hiệu trưởng ĐHSPHN hủy hai quyết định về việc không công nhận luận văn và thu hồi bằng Thạc sĩ Khoa học Ngữ văn của Đỗ Thị Thoan. Lý do: hai quyết định đó vi phạm Quy chế Đào tạo Trình độ Thạc sĩ ban hành kèm theo Thông tư số 10/2011/TT-BGDĐT của Bộ Giáo dục và Đào tạo, ký ngày 28 tháng 2 năm 2011; và vi phạm Quy chế văn bằng, chứng chỉ của hệ thống giáo dục quốc dân ban hành kèm theo QĐ số: 33/2007/QĐ-BGDĐT, của Bộ trưởng Bộ Giáo dục và Đào tạo, ký ngày 26 tháng 6 năm 2007. Cho đến thời điểm 25.10.2014, không có bất kỳ một phản hồi nào từ Hiệu trưởng ĐHSPHN.

### Vi phạm Quy chế đào tạo
Ngày 15 tháng 5 năm 2014, Bộ Giáo dục và Đào tạo phát hành Thông tư số 15/2014/TT-BGDĐT (Thông tư 15) để ban hành Quy chế đào tạo trình độ thạc sĩ (mới), có hiệu lực từ ngày 01/07/2014. Thông tư được xem như như một cách trả lời cho các thư ngỏ của giới học thuật trong nước và quốc tế về vụ việc Nhã Thuyên. Bộ Giáo dục được cho là làm vậy để hợp thức hóa những quyết định sai luật của Hiệu trưởng ĐHSP bằng cách ra một luật khác cho phép phủ định những luật cũ. Tuy nhiên những quyết định của Hiệu trưởng ĐHSPHN được ban hành khi mà thông tư mới chưa ra, tức là trong thời gian luật cũ vẫn có hiệu lực, tức là vẫn phạm luật.

## Phản ứng

### Đỗ Thị Thoan
Trong một cuộc phỏng vấn với đài Đài Á Châu Tự Do, Nhã Thuyên cho biết về việc bị cho nghỉ việc: "Câu chuyện một người bị thôi việc, tất nhiên mọi người sẽ thấy ngay đó là một sự bất công, bất công ở chỗ là bản thân tôi không được quyền biết rõ ràng về mặt thông tin, tôi chỉ nhận được một cái thông báo dừng ký hợp đồng.", bị tước bằng: "...chưa hề nhận được một quyết định về việc hủy bằng hay là không công nhận học vị đó.". Về người hướng dẫn làm luận văn: "tôi rất mong thấy được thêm nhiều của tiếng nói công luận để có thể có một sự giúp đỡ hoặc có hướng giải quyết nào đó công bằng đối với trường hợp cô Nguyễn Thị Bình là người giúp tôi trong luận văn thạc sĩ của tôi."
Ngày 27 tháng 3 năm 2014, trên blog của mình, Nhã Thuyên thông báo về việc cô bị Phòng Sau đại học của Trường Đại học Sư phạm Hà Nội mời đến để nhận các quyết định các quyết định thu hồi bằng thạc sĩ và hủy luận văn thạc sĩ: "Tôi không đồng ý nhận các quyết định này vì tôi cho rằng hai quyết định này hoàn toàn thiếu cơ sở pháp lý và minh bạch về các thông tin: như hội đồng chấm, các biên bản nhận xét của hội đồng, v.v". Bà đề nghị được cung cấp thông tin về các giấy tờ và hồ sơ có thể kèm theo như biên bản thành lập hội đồng thẩm định, các nhận xét của từng thành viên hội đồng, nhưng không được đáp ứng.

### Trong nước
Ngày 19 tháng 4, một « Bản phản đối và yêu cầu » của 166 người hoạt động trong lĩnh vực giáo dục và nghiên cứu khoa học ở Việt Nam gửi Hiệu trưởng Trường Đại học Sư phạm Hà Nội đã được phổ biến trên mạng. Trong bản phản đối này, những người ký tên yêu cầu hiệu trưởng Đại học Sư phạm Hà Nội hủy các quyết định không công nhận luận văn và thu hồi bằng Thạc sĩ Khoa học Ngữ văn của cô Đỗ Thị Thoan. Theo họ, các quyết định này là « phi pháp và phi lý », vì trái với các quy chế đào tạo thạc sĩ và quy chế văn bằng, chứng chỉ hiện hành ở Việt Nam.

### Ngoài nước
Ngày 20 tháng 4, đến lượt giới học thuật Việt Nam ở nước ngoài lên tiếng về vụ này qua một thư ngỏ « Về sự vi phạm Tự do học thuật trong vụ thu hồi bằng thạc sĩ của bà Đỗ Thị Thoan », cũng được phổ biến trên mạng. Bức thư ngỏ, với chữ ký của 100 nhà trí thức người Việt ở nhiều nước như Mỹ, Pháp, Úc, Canada, Bỉ....., phản đối việc thu hồi bằng thạc sĩ của Đỗ Thị Thoan và ủng hộ các đồng nghiệp trong giới giáo dục và nghiên cứu Việt Nam trong việc đòi hủy bỏ các quyết định này. Đặc biệt, họ nhấn mạnh rằng việc thu hồi bằng Thạc sĩ của Đỗ Thị Thoan/Nhã Thuyên là một sự « vi phạm nghiêm trọng » quyền tự do học thuật. Theo bức thư ngỏ, « các đại học chỉ có thể đóng góp hữu hiệu cho sự phát triển của đất nước, nếu các giảng viên và sinh viên có quyền nghiên cứu bất cứ đề tài nào ».
Ngày 2 tháng 5 năm 2014, Committee of Concerned Scientists (Ủy ban các nhà Khoa học Quan tâm) đã gửi đến ông Hiệu trưởng Trường Đại học Sư phạm Hà Nội một bức thư để bày tỏ mối quan tâm về vụ bà Đỗ Thị Thoan (bút danh Nhã Thuyên) bị thu hồi bằng thạc sĩ và để yêu cầu rút lại quyết định thu hồi bằng thạc sĩ của bà Thoan.

## Nhận xét

### Tán đồng
- Ông Phan Trọng Thưởng, một thành viên trong hội đồng Thẩm định lại luận văn của Nhã Thuyên, viết trên mạng của hội nhà văn Việt Nam cho rằng nhóm Mở miệng là một ‘’hiện tượng nổi loạn, không chính thống, một hiện tượng bên lề, một dòng ngầm không chỉ mang ý nghĩa văn chương đơn thuần mà còn mang ý nghĩa chính trị phản kháng, phản động.", ‘’Luận văn lại được viết bằng một văn phong trôi chảy, có sự mở rộng trên cả hai lĩnh vực văn chương và chính trị, vì vậy, đây là luận văn nguy hiểm, cần được chỉ ra các sai sót để hạn chế các tác động tiêu cực đến xã hội và văn học.’’[5]

Phê bình Bản nhận xét của ông Phan Trọng Thưởng, giảng viên khoa Văn học và Ngôn ngữ, ĐHKHXH&NV Th.ph.HCM Nguyễn Thị Từ Huy viết: "ông Phan Trọng Thưởng đánh giá luận văn không dựa vào thực tế văn bản của luận văn, không dựa vào các tiêu chí khách quan của khoa học, mà chỉ dựa vào quan điểm riêng của ông và chọn lọc duy nhất các yếu tố của luận văn giúp ông chứng minh quan điểm của mình." và "Hành vi bóp méo sự thật của ông Phan Trọng Thưởng trong việc ngụy tạo dẫn chứng trên đây là một hành vi phản khoa học. Đó là một hành vi vu khống.

### Phản đối
- Nhận xét về chiến dịch "đánh" Nhã Thuyên, GS Trần Đình Sử, nguyên Chủ nhiệm Khoa Ngữ văn, Trường ĐH Sư phạm Hà Nội phê bình trên blog mình: "Tại sao chúng ta lại hành xử một sự kiện văn hóa một cách thô bạo, y như hồi những năm 50, 60, khi chúng ta đang còn ít kinh nghiệm?"[11]
- Nhà phê bình văn học Phạm Xuân Nguyên, từ Hà Nội, cho rằng có một hành động chính trị hóa và phi khoa học nhắm vào trừng phạt người hướng dẫn và người thực hiện một luận văn cao học về nhóm văn chương, thi ca ' Mở miệng' vốn không được chính quyền nhìn nhận.[21]
- GS Phạm Xuân Yêm, nguyên Giám đốc Nghiên cứu của Trung tâm Quốc gia Nghiên cứu Khoa học Pháp CNRS, một trong những người đầu tiên ký vào thư ngỏ về vụ Đỗ Thị Thoan: "Dùng quan điểm chính trị giáo điều mang nặng tư duy của thời chiến tranh lạnh để quy chụp và vu khống Nhã Thuyên trong việc chọn chủ đề nghiên cứu là vi phạm nghiêm trọng tinh thần tự do học thuật. Tự do học thuật được hiểu là "sự tự do của người dạy và người học trong việc dạy, học, tìm hiểu kiến thức và nghiên cứu mà không có sự can thiệp hay giới hạn vô lý của pháp luật, nội quy hay áp lực công cộng."[3]
- Nguyễn Thị Từ Huy nhân khi bàn về các vụ bắt bớ bloggers năm 2014: " Vụ Nhã Thuyên cho thấy sự trở về với những cuộc thanh trừng thời kỳ Nhân văn Giai phẩm. Dù rằng, về quy mô và tính chất không có sự tương đương, nhưng có một ý chí quyết tâm đưa sinh hoạt văn học nghệ thuật và nghiên cứu khoa học xã hội nhân văn trở lại thời kỳ Nhân văn Giai phẩm, và được thực hiện tinh vi hơn, kín đáo hơn. Thậm chí ý chí này được luật hóa bằng luật giáo dục."[22]

## Báo chí
- Đài RFA ngay từ tựa tên đã cho là "Nhã Thuyên, nạn nhân của nền chính trị hướng dẫn văn học."[12]
- Đài RFI cho đây là một Nhân văn Giai phẩm thứ hai.[23]

## Di sản
Trang mạng Văn Việt cho là "Vụ luận văn Đỗ Thị Thoan đã nhanh chóng đi vào lịch sử văn hoá – giáo dục Việt Nam với tên gọi tắt là "Vụ Nhã Thuyên". Để cho việc tìm hiểu được dễ dàng, họ đã lập mục lục các bài viết về đề tài này trong hai năm 2013–2014, cụ thể hơn rong năm 2013 đã có 67 bài, và năm 2014 có 84 bài chuyên khảo, chuyên luận, bài báo của các tiến sĩ, giáo sư, nhà nghiên cứu liên quan đến vụ này.. Ngoài ra mạng Viet-Studies của tiến sĩ Trần Hữu Dũng đã sưu tập thành một "hồ sơ – tư liệu", riêng tập I đã tới 663 trang A4, gồm 89 bài phê bình của những người chống đối cũng như đồng tình hoặc tiếp tay trong chiến dịch.